# Тополівка (Запорізька область)
Тополівка — колишнє село в Україні, Новоукраїнська сільська рада, Більмацький район, Запорізька область.
Село ліквідовано 1994 року.

## Географія
Село Тополівка розташовувалося на лівому березі річки Кам'янка, вище за течією за 2,5 км розташоване село Широке, нижче за течією за 2 км розташоване село Веселоіванівське.

## Історія
- 1994 — село ліквідоване[1].